# Chiesa di San Paolo Apostolo (Foligno)
La chiesa di San Paolo Apostolo a Foligno è una chiesa parrocchiale progettata da Massimiliano Fuksas e Doriana Mandrelli Fuksas nel 2009. Simbolo della rinascita dopo il terremoto umbro-marchigiano del 1997, sorge su un'area che aveva ospitato un campo container per gli sfollati.
L'edificio religioso è stato commissionato dalla Conferenza Episcopale Italiana (CEI) dopo il sisma di fine anni 1990. L'assegnazione del progetto è avvenuta tramite un concorso indetto nel 2001 e vinto da Fuksas, proprio perché ispirato da un'idea di modernità e un respiro d'innovazione che vanno, secondo quando detto dalla stessa CEI, oltre il confine nazionale.

## Architettura

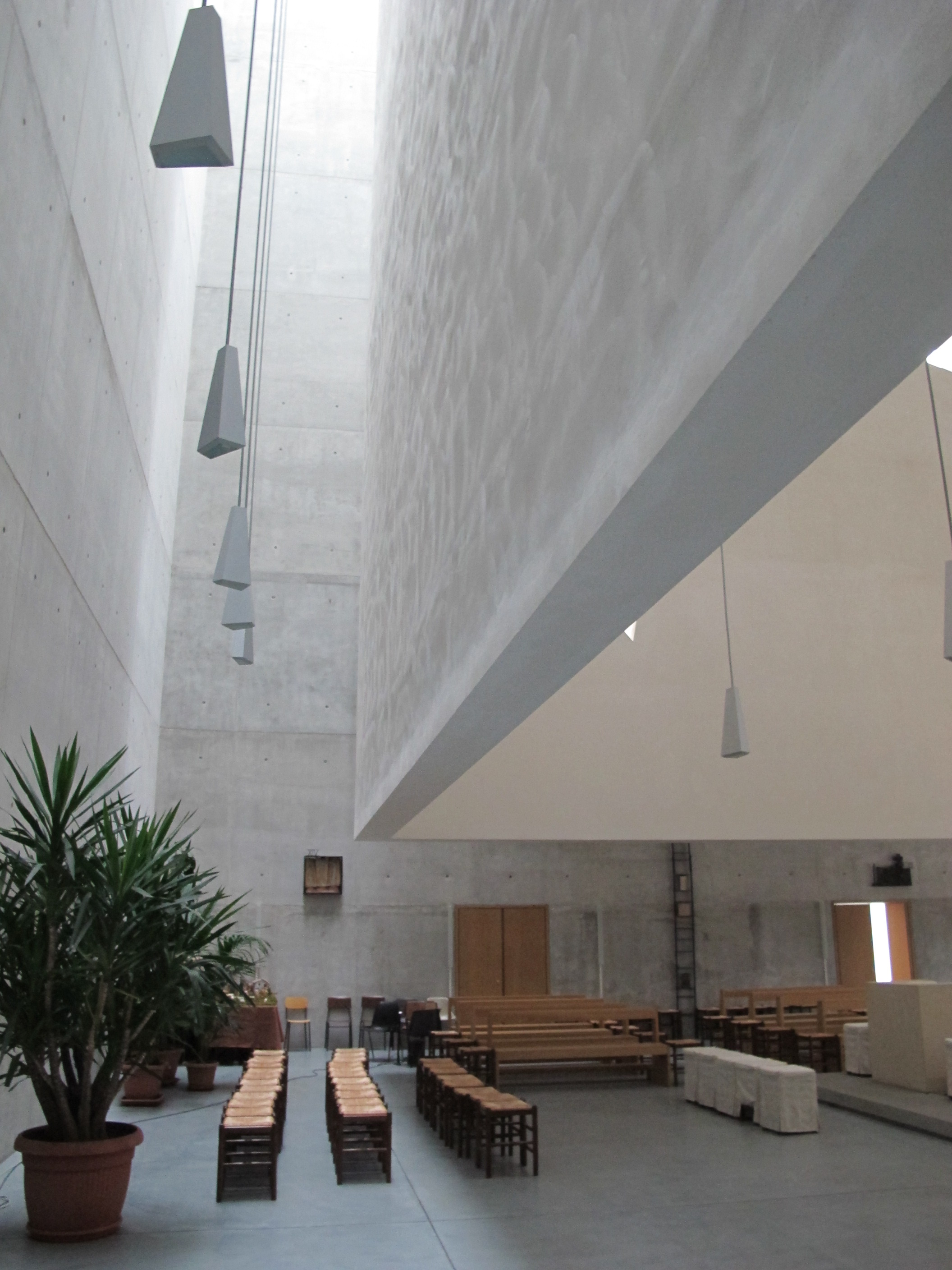
Veduta interna, da cui è ben visibile il secondo parallelepipedo racchiuso dall'involucro esterno.

L'edificio è costruito prevalentemente in cemento armato, come una scatola nella scatola: è infatti frutto della composizione di due parallelepipedi, quello esterno largo 22,50, lungo 30 e alto 26 metri, e quello interno posto a 3 metri dal pavimento e dalle pareti del volume esterno. Sulle pareti laterali del parallelepipedo più esterno sono presenti alcune finestre di forme irregolari.
Il volume esterno della chiesa, in apparenza una monolitica gettata di cemento, è in realtà stato realizzato tramite una struttura interna di travi di calcestruzzo con una rifodera interna ed esterna di cemento autocompattante di 10 cm di spessore.
Si accede all'ingresso, che non si rivela monumentale, dopo aver percorso una rampa, sorta di sagrato in pendenza. Importante è il rapporto che si instaura tra edificio e cielo, fra luce e struttura in cemento. La luce infatti entra soprattutto o dall'alto o dalla base della chiesa. Dal soffitto pendono invece particolari lampadari che creano un effetto suggestivo, mentre presbiterio e altare sono posti al centro del parallelepipedo interno.
In quest'opera l'architetto si è ispirato sicuramente a suoi predecessori, come Le Corbusier guardando alla cappella di Notre-Dame du Haut in particolare, o Gio Ponti con la villa Nemazee a Teheran. L'artista Mimmo Paladino ha invece creato le 14 stazioni della Via Crucis.

## Critiche

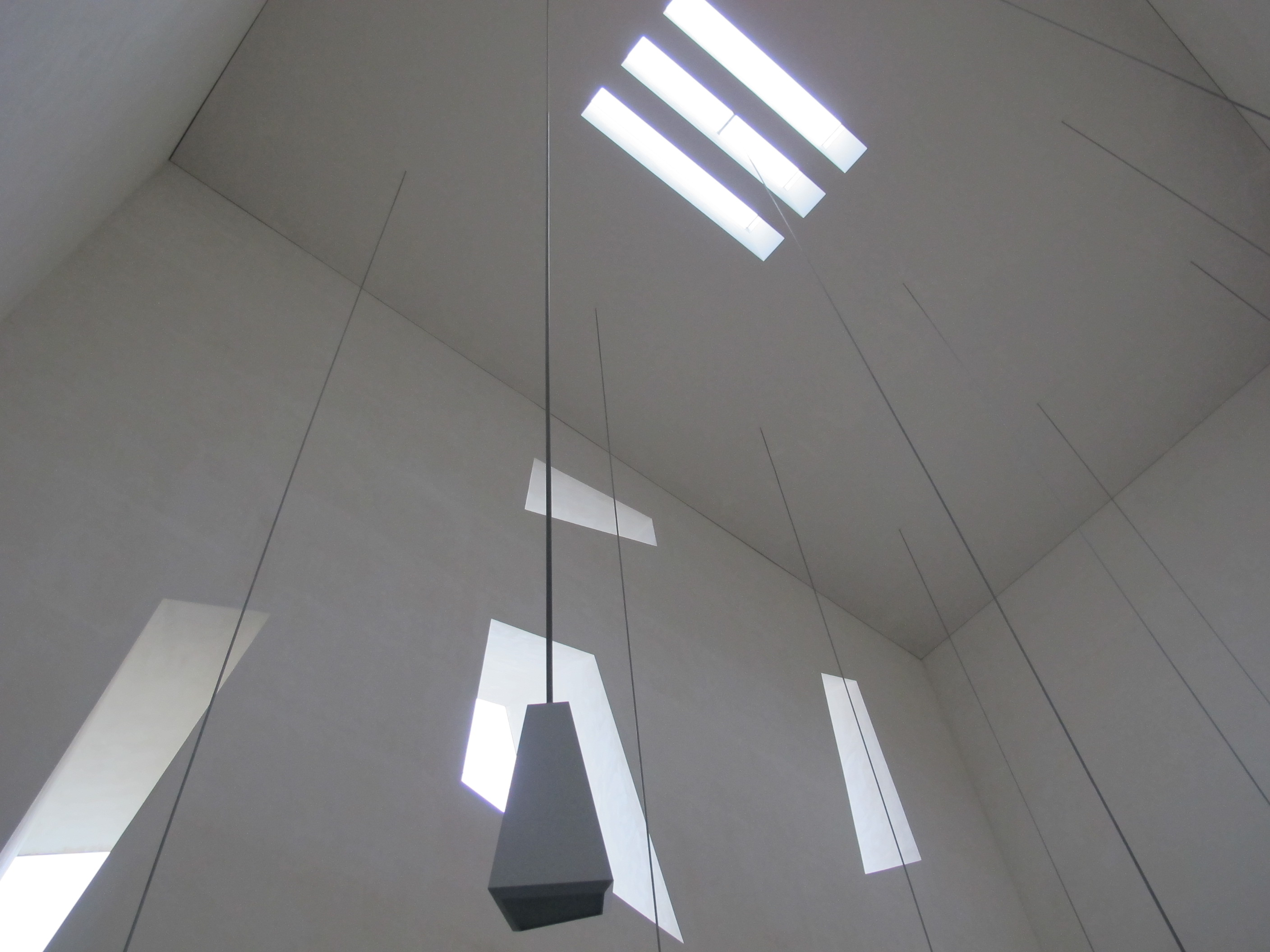
Dettaglio dei lampadari che pendono del soffitto, nonché delle finestre dall'irregolare forma.

Sebbene la CEI abbia scelto il progetto di Fuksas proprio per il suo forte carattere d'innovazione, vi è stato anche chi ha mosso dure critiche al risultato finale. Tra questi, il critico e storico dell'arte Vittorio Sgarbi sostiene che l'edificio male si integra con l'ambiente circostante, risultando troppo d'impatto — cosa che era comunque negli intenti di Fuksas — con il contesto naturale e architettonico circostante, e che richiama piuttosto l'idea di un hangar, un magazzino, un cubo gigantesco o di una «scatola di scarpe» anziché quella di un luogo sacro.